# Sebedín-Bečov
Sebedín-Bečov ist eine Gemeinde in der Mitte der Slowakei, mit 360 Einwohnern (Stand 31. Dezember 2024) und gehört zum Okres Banská Bystrica, einem Kreis des Banskobystrický kraj.

## Geographie

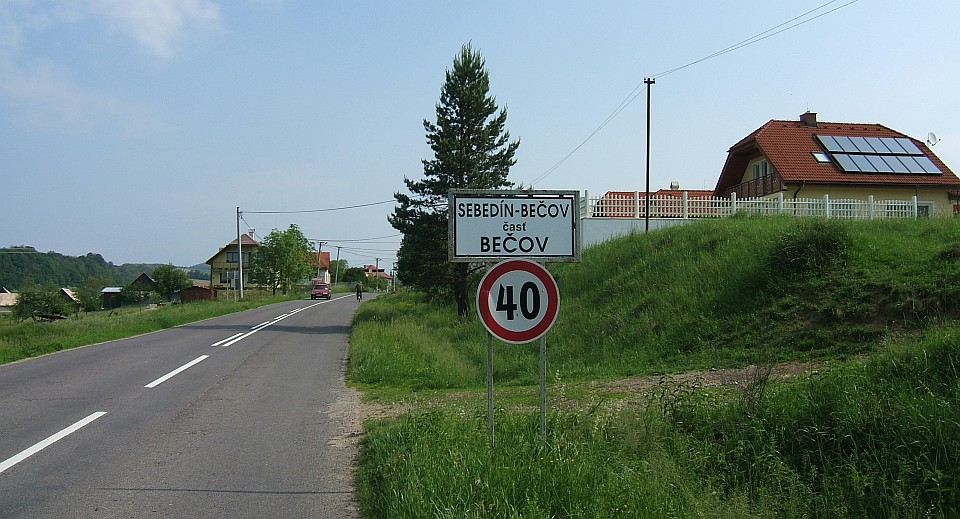
Südlicher Ortseingang in den Ortsteil Bečov

Die Gemeinde befindet sich im bergigen Teil des Talkessels Zvolenská kotlina in der traditionellen Landschaft Podpoľanie am Bach Zolná. Das Ortszentrum liegt auf einer Höhe von 365 m n.m. und ist 12 Kilometer von Zvolen sowie 16 Kilometer von Banská Bystrica entfernt.
Nachbargemeinden sind Čerín im Norden, Hrochoť und Očová im Osten, Zvolen (Stadtteil Zolná) im Süden, Sliač (Stadtteil Sampor) im Südwesten, Lukavica im Westen und Dolná Mičiná im Nordwesten.

## Geschichte
Die heutige Gemeinde entstand 1964 durch Zusammenschluss der bisher selbstständigen Orte Sebedín (ungarisch Szebedény – bis 1888 Szebedin) und Bečov (bis 1927 slowakisch auch „Bačov“; ungarisch Becsó).
Sebedín wurde zum ersten Mal 1406 als Zebenyn schriftlich erwähnt, entstand aber schon im 14. Jahrhundert. Das Dorf war Teil des Herrschaftsgebiets des Schlosses Vígľaš, ab dem 16. Jahrhundert war Sebedín ein Ort im Besitz des Landadels. Gegen 1668 war die Ortschaft gegenüber dem Osmanischen Reich tributpflichtig. 1828 zählte man 32 Häuser und 273 Einwohner im überwiegend landwirtschaftlich geprägten Ort.
Bečov wurde zum ersten Mal 1582 als Beczov schriftlich erwähnt. Gegen 1582 und 1657 war das Dorf gegenüber dem Osmanischen Reich tributpflichtig. 1828 zählte man 21 Häuser und 156 Einwohner, die als Getreidehändler und Landwirte beschäftigt waren.
Bis 1918 gehörten die im Komitat Sohl liegenden Orte zum Königreich Ungarn und kamen danach zur Tschechoslowakei beziehungsweise heute Slowakei.

## Bevölkerung
| Jahr                | 1994 | 2004     | 2014    | 2024    |
| ------------------- | ---- | -------- | ------- | ------- |
| Anzahl der Personen | 324  | 397      | 369     | 360     |
| Unterschied         |      | +22,53 % | −7,05 % | −2,43 % |

| Jahr                | 2023 | 2024    |
| ------------------- | ---- | ------- |
| Anzahl der Personen | 354  | 360     |
| Unterschied         |      | +1,69 % |

Nach der Volkszählung 2011 wohnten in Sebedín-Bečov 373 Einwohner, davon 321 Slowaken und 16 Roma. Ein Einwohner gab eine andere Ethnie an und 35 Einwohner machten keine Angabe zur Ethnie.
180 Einwohner bekannten sich zur Evangelischen Kirche A. B., 89 Einwohner zur römisch-katholischen Kirche, acht Einwohner zur griechisch-katholischen Kirche und ein Einwohner zur evangelisch-methodistischen Kirche; sieben Einwohner bekannten sich zu einer anderen Konfession. 43 Einwohner waren konfessionslos und bei 45 Einwohnern wurde die Konfession nicht ermittelt.

## Bauwerke
- je ein Holzglockenturm in Sebedín und Bečov

## Nachweise
1. ↑  Hustota obyvateľstva - obce [om7014rr_obc=AREAS_SK, v_om7014rr_ukaz=Rozloha (Štvorcový meter)]. Statistical Office of the Slovak Republic, 31. März 2025, abgerufen am 31. März 2025 (slowakisch).
2. ↑  Počet obyvateľov podľa pohlavia - obce (ročne) [om7101rr_obce=AREAS_SK]. Statistical Office of the Slovak Republic, 31. März 2025, abgerufen am 31. März 2025 (slowakisch).
3. 1 2  Počet obyvateľov podľa pohlavia - obce (ročne) [om7101rr_obce=AREAS_SK]. Statistical Office of the Slovak Republic, 31. März 2025, abgerufen am 31. März 2025 (slowakisch).
4. ↑  Ergebnisse der Volkszählung 2011 (slowakisch)